# Роскилльский мир
Ро́скилльский мир — мирный договор, заключённый между Данией и Швецией 26 февраля (8 марта) 1658 года в городе Роскилле (Дания). Этим миром завершилась датско-шведская война 1657-1658 годов, начатая королём Дании и Норвегии Фредериком III. Дания, потерпевшая поражение от войск Карла X Густава, согласилась на огромные территориальные уступки. К Швеции отошла, в частности, провинция Сконе. Кроме того, Швеция освобождалась от пошлин за проход торговых судов через пролив Эресунн. Дания также обязалась препятствовать проходу через проливы в Балтийское море всех флотов стран, враждебных Швеции.

## Предыстория
В 1658 году король Карл X Густав Шведский совершил переход через Бельты и занял датский остров Зеландия, чем вынудил датчан перейти к переговорам. Прелиминарный договор был подписан в Тааструпе 18 (28) февраля 1658 года, а окончательный — в Роскилле 26 февраля (8 марта) 1658 года.
Швеция также вторглась в Ромсдаль в Западной Норвегии, но местные фермеры бросили вызов шведским войскам и стали активно записываться в ополчение. В итоге шведский губернатор был вынужден отправить роту солдат и 50 кавалеристов для сбора налогов. Однако в целом оккупация не была успешной.

## Положения договора
Условия мирного договора включали:
- уступку датской провинции Сконе Швеции;
- уступку датской провинции Блекинге Швеции;
- уступку датский провинции Халланд Швеции;
- уступку датской провинции Борнхольм Швеции;
- уступку норвежской провинции Бохуслен Швеции. Это обеспечивало Швеции неограниченный доступ к западной торговле;
- уступку норвежской провинции Трёнделаг Швеции;
- отказ датчан от всех антишведских союзов;
- предотвращение датчанами прохода любых враждебных шведам военных кораблей через балтийские проливы;
- восстановление герцога Гольштейн-Готторпского в его земельных правах[5];
- оплату датчанами расходов на размещение шведских оккупационных сил;
- предоставление датских войск для участия в войнах Швеции[6].